# Passion (álbum de Geri Halliwell)
Passion es el tercer álbum por la cantante británica pop Geri Halliwell, lanzado el 6 de junio de 2005, en Europa, Asia, Latinoamérica, y Canadá. Dos sencillos fueron lanzados del álbum, "Ride It" y "Desire", que ambos entraron al top 30 de Reino Unido. Los críticos elogiaron la voz mejorada de Halliwell pero el álbum fue un fracaso comercial, llegando al número 41 y enlistandose solo por una semana en la lista álbum en Reino Unido.
Las canciones fueron escritas durante un largo período entre 2002 y 2004 con un número de productores. Las canciones fueron coescritas por Halliwell durante su período dónde no apareció en el álbum final incluyendo "100% Pure Love", "Set Me Off" "Geri's Got Her Groover Back", "Turn It On".
Halliwell originalmente quería grabar la canción "Some Girls" (escrita por Richard X y Hannah Robinson) para el álbum, pero la canción fue dada a Rachel Stevens en su lugar quién estuvo en el Top 3 en el 2004.

## Listado de canciones
| #   | Título                    | Escritor (es)                            | Productor (es)                 | Duración |
| --- | ------------------------- | ---------------------------------------- | ------------------------------ | -------- |
| 1.  | "Passion"                 | Halliwell, Peter-John Vettese            | Peter-John Vettese             | 2:56     |
| 2.  | "Desire"                  | Korpi, Wollo, Terry Ronald, Halliwell    | Korpi & BlackCell              | 3:22     |
| 3.  | "Love Never Loved Me"     | Halliwell, Robinson, Masterson           | Ian Masterson                  | 4:04     |
| 4.  | "Feel The Fear"           | Halliwell, Watkins, Wilson               | Absolute                       | 4:15     |
| 5.  | "Superstar"               | Guy Chambers, Halliwell                  | Steve Power                    | 3:28     |
| 6.  | "Surrender Your Groove"   | Korpi, Wollo, Ronald, Halliwell          | Korpi & BlackCell              | 2:58     |
| 7.  | "Ride It"                 | Quiz, Larossi, Kotecha, Halliwell        | Quiz & Larossi y Ian Masterson | 3:46     |
| 8.  | "There's Always Tomorrow" | Halliwell, Robinson, Masterson, Holweger | Ian Masterson                  | 3:48     |
| 9.  | "Let Me Love You More"    | Halliwell, Robinson, Masterson           | Ian Masterson                  | 4:06     |
| 10. | "Don't Get Any Better"    | Halliwell, Ackerman, Watkins, Wilson     | Absolute                       | 3:23     |
| 11. | "Loving Me Back To Life"  | Chambers, Halliwell                      | Steve Power                    | 3:24     |
| 12. | "So I Give Up On Love"    | Halliwell, Vettese                       | Peter-John Vettese             | 2:43     |

## Posiciones
| Lista (2005)                     | Posición |
| -------------------------------- | -------- |
| UK Albums Chart                  | 41       |
| Argentinian Albums Chart         | 17       |
| Canadian Albums Chart            | 127      |
| Greek International Albums Chart | 37       |
| Italian Albums Chart             | 49       |